# Rick Ferraro
Pour les articles homonymes, voir Ferraro.
Enrico Eugenio "Rick" Ferraro (7 janvier 1950) est un homme politique canadien de l'Ontario. Il est député provincial libéral de la circonscription ontarienne de Wellington-Sud de 1985 à 1987 et de Guelph de 1987 à 1990.

## Biographie
Né à Guelph en Ontario, Ferraro étudie à l'université de Guelph. Il est fondateur de Kids Can Play - Guelph, partenaire de la compagnie d'assurances Steele Ferraro Insurance Brokerage ainsi que propriétaire de la Grange and Victoria Plaza.

## Politique
Élu en 1985 dans Wellington-Sud,, il est réélu dans la nouvelle circonscription de Guelph en 1987,.
Député d'arrière-ban du gouvernement de David Peterson, il occupe plusieurs positions d'assistants parlementaires.
Défait en 1990,, il tente un retour en 1995, mais il est défait par la progressiste-conservatrice Brenda Elliott,.